# Kasachischer Fußballpokal 2019
Der Kasachische Fußballpokal 2019 war die 28. Austragung des Pokalwettbewerbs im Fußball in Kasachstan. Pokalsieger wurde Qaisar Qysylorda. Das Team setzte sich im Finale gegen den FK Atyrau durch. Titelverteidiger FK Qairat Almaty schied im Viertelfinale gegen Tobyl Qostanai aus.

## Teilnehmende Mannschaften
| Premjer-Liga alle Vereine der Saison 2019 | Erste Liga acht Vereine der Saison 2019                                                                                       | Zweite Liga vier Vereine der Saison 2019    | Amateure zwei Vereine der Saison 2019 |
| FK Qairat Almaty (TV) FK Aqtöbe FK Astana FK Atyrau Ertis Pawlodar Schachtjor Qaraghandy Tobyl Qostanai Qaisar Qysylorda Ordabassy Schymkent Oqschetpes Kökschetau Schetissu Taldyqorghan FK Taras | Akademija Ontustik Aqschajyq Oral FK Altai Semei Kaspij Aqtau FK Ekibastus FK Machtaaral FK Qyran Schymkent FK Qysyl-Schar SK | FK Rusajewka FK Aqsu Arys FK SDJuSSchOR № 8 | Didara Sıdıkbeka FK Igilik Qaratau    |

## Vorrunde
An der Vorrunde nahmen Vereine ab der Erste Liga abwärts teil.

### Gruppe A
| Datum      |                   | Ergebnis |                   |
| ---------- | ----------------- | -------- | ----------------- |
| 19.03.2019 | FK Altai Semei    | 4:0      | FK Rusajewka      |
| 19.03.2019 | FK Ekibastus      | 1:1      | FK Qysyl-Schar SK |
| 22.03.2019 | FK Rusajewka      | 0:5      | FK Qysyl-Schar SK |
| 22.03.2019 | FK Altai Semei    | 1:0      | FK Ekibastus      |
| 25.03.2019 | FK Ekibastus      | 2:0      | FK Rusajewka      |
| 25.03.2019 | FK Qysyl-Schar SK | 0:0      | FK Altai Semei    |

| Pl. | Verein            | Sp. | S | U | N | Tore    | Diff. | Punkte |
| --- | ----------------- | --- | - | - | - | ------- | ----- | ------ |
| 1.  | FK Altai Semei    | 3   | 2 | 1 | 0 | 005:000 | +5    | 07     |
| 2.  | FK Qysyl-Schar SK | 3   | 1 | 2 | 0 | 006:100 | +5    | 05     |
| 3.  | FK Ekibastus      | 3   | 1 | 1 | 1 | 003:200 | +1    | 04     |
| 3.  | FK Rusajewka      | 3   | 0 | 0 | 3 | 000:110 | −11   | 0      |

### Gruppe B
| Datum      |                    | Ergebnis |                    |
| ---------- | ------------------ | -------- | ------------------ |
| 20.03.2019 | Arys FK            | 0:0      | Didara Sıdıkbeka   |
| 20.03.2019 | SDJuSSchOR № 8     | 0:2      | Akademija Ontustik |
| 23.03.2019 | Arys FK            | 3:4      | SDJuSSchOR № 8     |
| 23.03.2019 | Didara Sıdıkbeka   | 0:2      | Akademija Ontustik |
| 26.03.2019 | SDJuSSchOR № 8     | 8:1      | Didara Sıdıkbeka   |
| 26.03.2019 | Akademija Ontustik | 6:0      | Arys FK            |

| Pl. | Verein             | Sp. | S | U | N | Tore    | Diff. | Punkte |
| --- | ------------------ | --- | - | - | - | ------- | ----- | ------ |
| 1.  | Akademija Ontustik | 3   | 3 | 0 | 0 | 010:000 | +10   | 09     |
| 2.  | SDJuSSchOR № 8     | 3   | 2 | 0 | 1 | 012:600 | +6    | 06     |
| 3.  | Arys FK            | 3   | 0 | 1 | 2 | 003:100 | −7    | 01     |
| 4.  | Didara Sıdıkbeka   | 3   | 0 | 1 | 2 | 001:100 | −9    | 01     |

### Gruppe C
| Datum      |                    | Ergebnis |                    |
| ---------- | ------------------ | -------- | ------------------ |
| 21.03.2019 | FK Igilik Qaratau  | 2:1      | FK Aqsu            |
| 24.03.2019 | FK Qyran Schymkent | 3:1      | FK Igilik Qaratau  |
| 27.03.2019 | FK Aqsu            | 3:1      | FK Qyran Schymkent |

| Pl. | Verein             | Sp. | S | U | N | Tore    | Diff. | Punkte |
| --- | ------------------ | --- | - | - | - | ------- | ----- | ------ |
| 1.  | FK Aqsu            | 2   | 1 | 1 | 0 | 004:300 | +1    | 04     |
| 2.  | FK Qyran Schymkent | 2   | 1 | 0 | 1 | 004:400 | ±0    | 03     |
| 3.  | FK Igilik Qaratau  | 2   | 1 | 0 | 1 | 003:400 | −1    | 03     |

### Gruppe D
| Datum      |                | Ergebnis |                |
| ---------- | -------------- | -------- | -------------- |
| 21.03.2019 | Kaspij Aqtau   | 1:0      | FK Machtaaral  |
| 24.03.2019 | Aqschajyq Oral | 0:0      | Kaspij Aqtau   |
| 27.03.2019 | FK Machtaaral  | 2:1      | Aqschajyq Oral |

| Pl. | Verein         | Sp. | S | U | N | Tore    | Diff. | Punkte |
| --- | -------------- | --- | - | - | - | ------- | ----- | ------ |
| 1.  | Kaspij Aqtau   | 2   | 1 | 1 | 0 | 001:000 | +1    | 04     |
| 2.  | FK Machtaaral  | 2   | 1 | 0 | 1 | 002:200 | ±0    | 03     |
| 3.  | Aqschajyq Oral | 2   | 0 | 1 | 1 | 001:200 | −1    | 01     |

## Achtelfinale
Im Achtelfinale stiegen die Teams der Premjer-Liga ein.
| Datum          |                       | Ergebnis          |                        |
| -------------- | --------------------- | ----------------- | ---------------------- |
| 10. April 2019 | Akademija Ontustik    | 1:2 n. V.         | Qaisar Qysylorda       |
| 10 April 2019  | FK Aqtöbe             | 3:3 (1:3 i. E.)   | Ertis Pawlodar         |
| 10. April 2019 | Oqschetpes Kökschetau | 0:1               | Ordabassy Schymkent    |
| 10. April 2019 | FK Altai Semei        | 1:1 (15:14 i. E.) | FK Astana              |
| 10 April 2019  | Kaspij Aqtau          | 1:1 (5:6 i. E.)   | FK Qairat Almaty       |
| 10. April 2019 | FK Aqsu               | 0:3               | Tobyl Qostanai         |
| 10. April 2019 | FK Taras              | 2:0               | Schachtjor Qaraghandy  |
| 10. April 2019 | FK Atyrau             | 1:0               | Schetissu Taldyqorghan |

## Viertelfinale
| Datum       |                  | Ergebnis        |                     |
| ----------- | ---------------- | --------------- | ------------------- |
| 8. Mai 2019 | FK Altai Semei   | 1:1 (1:3 i. E.) | FK Atyrau           |
| 8. Mai 2019 | FK Taras         | 0:1             | Ordabassy Schymkent |
| 8. Mai 2019 | Ertis Pawlodar   | 1:2             | Qaisar Qysylorda    |
| 8. Mai 2019 | FK Qairat Almaty | 1:5             | Tobyl Qostanai      |

## Halbfinale
| Datum         |                     | Ergebnis  |                     |
| ------------- | ------------------- | --------- | ------------------- |
| 22. Mai 2019  | Ordabassy Schymkent | 1:1       | FK Atyrau           |
| 19. Juni 2019 | FK Atyrau           | 0:0       | Ordabassy Schymkent |
| Gesamt:       | Ordabassy Schymkent | (a)1:1(a) | FK Atyrau           |

| Datum         |                  | Ergebnis |                  |
| ------------- | ---------------- | -------- | ---------------- |
| 22. Mai 2019  | Tobyl Qostanai   | 1:0      | Qaisar Qysylorda |
| 19. Juni 2019 | Qaisar Qysylorda | 3:1      | Tobyl Qostanai   |
| Gesamt:       | Tobyl Qostanai   | 3:2      | Qaisar Qysylorda |

## Finale
| Paarung          | Qaisar Qysylorda – FK Atyrau |
| Ergebnis         | 2:1 n. V. (1:1, 0:1) |
| Datum            | 6. Oktober 2019 um 15:00 Uhr (UTC+6) |
| Stadion          | Astana Arena, Nur-Sultan |
| Zuschauer        | 4.500 |
| Schiedsrichter   | Timur Kumaschew |
| Tore             | 0:1 Gscheltschak (67.) 1:1 Senkowitsch (88.) 2:1 Narsildajew (120.+3'.) |
| Qaisar Qysylorda | Alexander Grigorenko – Iljas Amirseitow (86. Iwan Sadownitschij), Tigran Barsegian (120.+4' Mark Gurman), Clarence Bitang (84. Igor Senkowitsch), Iwan Graf – Joshua John (72. André Bukia), Abdel Lamanje, Alexander Maroschkin, Kule Mbombo – Duman Narsildajew, Asqat Taghybergen Cheftrainer: Stojko Mladenow ( Bulgarien) |
| FK Atyrau        | Antun Marković – Eldar Abdrachmanow (90.+3' Ajbolat Makouow), Riswan Ablitarow , Michail Gabyschew (74. Boubacar Mansaly, 113. Iwan Antipow), Andrej Schabajew – Kuanysh Kalmouratow, Jacques Ngwem, Rafail Oslanow, Alex Bruno – Islamnur Abdulawow (51. Rinat Dschoumatow), Piotr Grzelczak Cheftrainer: Kuanysh Kabdulow    |
| Gelbe Karten     | John (4.), Barsegian (70.), Maroschkin (80.) – Abdrachmanow (53.), Nurbolat Kalmenow (70. Reservebank), Schabajew (105.+1'), Dschoumatow (105.+2'), Antipow (116.), Kalmouratow (120.+5') |
| Platzverweise    | keine – Ngwem (93.) |
|                  | Taghybergen (70.) – keine |